# Терлінгва (Техас)
Терлінгва (англ. Terlingua) — переписна місцевість (CDP) в США, в окрузі Брюстер штату Техас. Населення — 78 осіб (2020).

## Географія
Терлінгва розташована за координатами 29°17′6″ пн. ш. 103°34′53″ зх. д. / 29.28500° пн. ш. 103.58139° зх. д. (29.284996, -103.581292).  За даними Бюро перепису населення США в 2010 році переписна місцевість мала площу 28,55 км², з яких 28,54 км² — суходіл та 0,01 км² — водойми.

### Клімат
Громада знаходиться у зоні, котра характеризується кліматом тропічних пустель. Найтепліший місяць — липень із середньою температурою 31.2 °C (88.2 °F). Найхолодніший місяць — січень, із середньою температурою 10.8 °С (51.5 °F).
| Клімат Терлінгви        | Клімат Терлінгви | Клімат Терлінгви | Клімат Терлінгви | Клімат Терлінгви | Клімат Терлінгви | Клімат Терлінгви | Клімат Терлінгви | Клімат Терлінгви | Клімат Терлінгви | Клімат Терлінгви | Клімат Терлінгви | Клімат Терлінгви | Клімат Терлінгви |
| Показник                | Січ.             | Лют.             | Бер.             | Квіт.            | Трав.            | Черв.            | Лип.             | Серп.            | Вер.             | Жовт.            | Лист.            | Груд.            | Рік              |
| Абсолютний максимум, °C | 32,2             | 36,1             | 40,6             | 42,8             | 45,6             | 47,2             | 46,1             | 45,6             | 43,3             | 40,6             | 37,2             | 32,2             | 47,2             |
| Середній максимум, °C   | 20,3             | 23,6             | 28,1             | 33,1             | 37,6             | 39,6             | 39               | 38,3             | 35,7             | 31,3             | 25,3             | 20,2             | 31               |
| Середня температура, °C | 10,8             | 13,9             | 18,2             | 23,1             | 28,3             | 31,2             | 31,2             | 30,6             | 27,9             | 22,7             | 16,1             | 10,9             | 22,1             |
| Середній мінімум, °C    | 1,4              | 4,3              | 8,3              | 13,3             | 19,1             | 22,8             | 23,5             | 22,9             | 20,3             | 14,2             | 6,8              | 1,9              | 13,2             |
| Абсолютний мінімум, °C  | −13,9            | −9,4             | −5,6             | −2,2             | 6,7              | 5,6              | 15,6             | 17,8             | 8,3              | −1,7             | −6,1             | −13,9            | −13,9            |
| Норма опадів, мм        | 8                | 7                | 6                | 10               | 24               | 39               | 45               | 42               | 38               | 28               | 9                | 8                | 264              |
| Днів з опадами          | 3                | 2                | 1                | 2                | 4                | 5                | 7                | 6                | 5                | 4                | 2                | 2                | 43               |
| ----------------------- | ---------------- | ---------------- | ---------------- | ---------------- | ---------------- | ---------------- | ---------------- | ---------------- | ---------------- | ---------------- | ---------------- | ---------------- | ---------------- |
| Джерело: Weatherbase    |                  |                  |                  |                  |                  |                  |                  |                  |                  |                  |                  |                  |                  |

## Демографія
Згідно з переписом 2010 року, у переписній місцевості мешкало 58 осіб у 35 домогосподарствах у складі 13 родин. Густота населення становила 2 особи/км².  Було 56 помешкань (2/км²).
Расовий склад населення:
| - 91,4 % — білих - 1,7 % — осіб інших рас |

До двох чи більше рас належало 6,9 %. Частка іспаномовних становила 5,2 % від усіх жителів.
За віковим діапазоном населення розподілялося таким чином: 6,9 % — особи молодші 18 років, 69,0 % — особи у віці 18—64 років, 24,1 % — особи у віці 65 років та старші. Медіана віку мешканця становила 53,7 року. На 100 осіб жіночої статі у переписній місцевості припадало 107,1 чоловіків;  на 100 жінок у віці від 18 років та старших — 107,7 чоловіків також старших 18 років.
Середній дохід на одне домашнє господарство  становив 80 130 доларів США (медіана — 103 063), а середній дохід на одну сім'ю — 104 920 доларів (медіана — 104 250). 
Цивільне працевлаштоване населення становило 65 осіб. Основні галузі зайнятості: освіта, охорона здоров'я та соціальна допомога — 53,8 %, мистецтво, розваги та відпочинок — 27,7 %, транспорт — 13,8 %, фінанси, страхування та нерухомість — 4,6 %.